# 福北ゆたか線
福北ゆたか線（ふくほくゆたかせん）は、九州旅客鉄道（JR九州）が運営する鉄道路線のうち、福岡県北九州市八幡西区の黒崎駅から同市同区の折尾駅、飯塚市の新飯塚駅、嘉穂郡桂川町の桂川駅を経由して福岡市博多区の博多駅に至る区間の愛称である。
2001年（平成13年）10月6日に筑豊本線の折尾駅 - 桂川駅間、及び篠栗線全線の電化に合わせ、福岡市・北九州市・筑豊地区（豊：ゆたか）を結ぶことから名付けられた。
正式な路線としては以下の3路線4区間に跨る。
- 鹿児島本線：黒崎駅 - 折尾駅間
- 筑豊本線：折尾駅 - 桂川駅間
- 篠栗線：桂川駅 - 吉塚駅間
- 鹿児島本線：吉塚駅 - 博多駅間

全線が北九州・福岡大都市圏に位置しており、筑豊地区から福岡市及び北九州市への通勤・通学路線としての役割を担っている。

## 運行形態
おおむね直方駅を境に運行系統が分かれる（朝夕の一部列車は直方駅を直通する）。日中は、快速列車と普通列車が運転されているほか、朝に下り、夜に上りの特急列車「かいおう」が1本ずつ直方駅 - 博多駅間で運転されている。
快速列車
日中は博多駅 - 直方駅間の運転で、おおむね1時間1本の運転である。また、日中は博多駅 - 篠栗駅間の各駅に停車する。
一部を除く、ほぼすべての快速列車が主力車両の813系や817系を用いた3両以上、最大6両編成で運転されている。
基本的に緩急接続は行わないが、ラッシュ時は下り快速が篠栗駅で同駅始発の普通列車と接続している。また、夕方の新飯塚始発の普通列車は桂川駅にて後続の快速列車が先行する。
なお、電化前の2001年（平成13年）10月5日までの博多駅発着の快速列車は、ほぼすべての列車が飯塚駅または桂川駅で緩急接続を行っていた。キハ200系気動車が投入された1991年（平成3年）から1999年（平成11年）までは「赤い快速」という列車名で運行されていた。
普通列車
直方駅・新飯塚駅 - 博多駅間では日中1時間1本ずつの運転。一部列車は九郎原駅を通過する。
折尾駅 - 直方駅間では、日中は鹿児島本線直通列車が門司港駅 - 直方駅間に1時間に1本、若松線直通列車が若松駅 - 直方駅間に1時間に1本運行される。若松線直通列車は2017年（平成29年）3月4日以降、全列車が蓄電池電車BEC819系で運転されている。
鹿児島本線の黒崎駅および小倉駅・門司港駅へ直通する列車は折尾駅の1・2番のりばを経由する。2022年3月11日までは陣原駅 - 東水巻駅間にある通称『短絡線』と呼ばれる連絡線を経由していた。2022年9月22日までは小倉方面に直通する列車の一部に、朝ラッシュ時に小倉駅で列車番号を変えて関門トンネルを通り、本州（山陽本線の下関駅）に乗り入れる列車もあった。
編成両数は最大6両編成。かつては7両編成であった。
直方市、飯塚市での花火大会などのイベント開催時は直方駅 - 新飯塚駅・飯塚駅・桂川駅間で臨時列車がシャトル運行される。また、博多祇園山笠の追い山（7月15日）でも、観客輸送のための臨時の普通列車が、「博多山笠号」として直方駅 - 博多駅間で1本運転される。
ワンマン運転の普通・快速列車は、2両編成では、2006年3月17日まで無人駅および有人駅での営業時間外の停車時に関しては、前の車両のドアのみを開き（中扉は開かず・後ろ乗り前降り）、乗車時には整理券をとる必要があったが、翌18日のダイヤ改正後より、駅で運賃収受を行う都市型ワンマン運転方式に変更したため、すべての駅で列車のホーム側のすべてのドアから乗り降りできるようになった。また、2007年3月18日のダイヤ改正より、直方駅 - 博多駅間における、813系電車を用いた3両編成がワンマン化された（直方駅以東は従来通り車掌が乗務）。2016年3月26日のダイヤ改正より、直方駅 - 博多駅間における、817系電車を用いた4両編成がワンマン化された。5両編成以上では車掌が乗務している。2022年9月23日のダイヤ改正より、車側カメラ搭載車（821系電車）に限って、黒崎駅 - 直方駅間での3両編成のワンマン運転が開始された。
篠栗線の全線、および筑豊本線の桂川駅 - 飯塚駅間は単線区間であり、鹿児島本線博多駅 - 吉塚駅間の福北ゆたか線用線路も単線運用である。1991年（平成3年）の「赤い快速」の設定や2001年（平成13年）の電化に伴って交換設備が増設されたが、おおむね一線スルー化などの線形改良はなされていない駅が多い（一線スルーは柚須駅・長者原駅・九郎原駅のみ）。飯塚駅 - 折尾駅間では複線であり、平地でもあることから線形はやや良好である。
快速列車は電化当初、博多駅 - 直方駅間快速で後節の「駅一覧」の快速通過駅に加え、以下の3種類の停車駅パターンのものが存在した。
- 城戸南蔵院前駅・筑前大分駅・天道駅も通過する列車（当初は新飯塚駅 - 直方駅間も無停車）
- 博多駅 - 飯塚駅間は上記と同じ停車駅で飯塚駅 - 直方駅・折尾駅間は各駅に停車する列車
- 上記の停車駅および城戸南蔵院前駅・筑前大分駅に停車する列車

2009年（平成21年）3月14日のダイヤ改正より統一され、すべての快速が鯰田駅と浦田駅に停車し、勝野駅を通過するようになった。2015年（平成27年）3月14日のダイヤ改正で快速が柚須駅停車となり（同時に平日の全快速列車と休日の快速列車のうち15本を3両編成化）、一部の普通列車が九郎原駅を通過するようになった。快速の本数を普通列車よりも多くすることで、勝野駅など利用者が少ない駅への停車本数を減らしている。その後、2018年（平成30年）3月17日のダイヤ改正で日中の博多方面からの普通列車が新飯塚駅折り返しとなったことに伴い、日中の快速の半数が再度勝野駅に停車するようになった。ただし、鹿児島本線や大村線のように「区間快速」は設定せず、快速の追加停車の形を採っている。2021年（令和3年）3月13日のダイヤ改正では日中時間帯の快速列車が原町駅と門松駅に停車するようになった（これにより篠栗駅 - 博多駅間は各駅停車となった）とともに、勝野駅が全快速列車通過に戻った。
2007年（平成19年）12月より、年末の忘年会シーズンや3月から4月の歓送迎会シーズンの金曜日の深夜に、最終列車の後に博多発直方行き（2007年末の初設定時は篠栗行き）の臨時普通列車「ミッドナイトトレイン」が1本運転されることがあった。
また、竹下派出から、特急「ゆふいんの森」用のキハ71系・キハ72系気動車が博多駅から当線内を通り、直方へ回送される場合がある。その場合は深夜に直方に運ばれ、検査等を受けて、早朝に竹下派出に戻される。その他、回送列車として、原田線や後藤寺線、日田彦山線で運用される気動車が、当路線の一部区間を走行する。これは、当該区間の列車の車両が直方運輸センター所属であるためである。これらの車両は、稀に回送列車として当線内を経由し直方と竹下派出とを往復する場合がある。なお、この回送列車は直方運輸センター所属の電車で運行される場合もある。
2016年（平成28年）12月22日より、スマートフォンアプリ「JR九州アプリ」内において、リアルタイム列車位置情報システム「どれどれ」が提供されており、福北ゆたか線内では、折尾駅 - 博多駅間のみ提供されている。
2018年（平成30年）9月28日にラインカラー・駅ナンバリングが設定された。JCの区間の駅番号の起点となる博多駅は、路線記号を使わず、00としている。ラインカラーは黄色。また、折尾駅 - 黒崎駅間は鹿児島本線の駅ナンバリングとして表記されている。

## 使用車両

### 現在の使用車両
- 電車
  - 787系（直方駅 - 博多駅間、特急かいおう）
  - 813系（100・500・1000・2200番台）
  - 817系（1500・1600・2000番台）
  - BEC819系（若松線直通列車を含む）
  - 821系

### かつての使用車両
「福北ゆたか線」の愛称設定前（電化前）における使用車両は「筑豊本線#過去」、「篠栗線#気動車」を参照。
- 電車
  - 783系 - 直方駅 - 博多駅間の特急「かいおう」で使用された。2011年より一部本形式での運行となり、2021年のダイヤ改正より全列車が本形式で運行されるようになったが、2022年9月のダイヤ改正より、再び全列車が787系による運行になった。
  - 415系 - ラッシュ時に運用。直方 - 博多間の運用もあったが、2022年9月の運用終了直前時点では朝の直方発下関行き、夜の小倉発直方行きの1往復のみにて運用。
- 気動車（2017年3月3日まで運用）
  - キハ31形（若松乗り入れ列車および、臨時増発時）
  - キハ40形・キハ140形（若松乗り入れ列車および、臨時増発時）
  - キハ47形・キハ147形（若松乗り入れ列車および、臨時増発時）

その他、イベントなどで485系電車・キハ66系気動車・キハ58形なども乗り入れたことがある。2017年3月3日をもって、若松線の気動車運用は終了し、3月4日よりBEC819系で運用されている。また、検測の際には811系「RED EYE」編成が入線することもある。

## 駅一覧
- 特定都区市内制度適用範囲の駅 … 九：北九州市内、福：福岡市内
- 累計営業キロは黒崎駅起点。
- 停車駅
  - 普通…基本的にすべての駅に停車。ただし九郎原駅は一部列車が通過。
  - 快速…●・▼：停車（▼：下り列車のみ運行）、◯：日中の快速が停車、｜：通過
  - 特急…「かいおう」参照
- 線路 … ||：複線区間、◇・｜：単線区間（◇は列車交換可能）、∨：ここより下は単線（この駅まで複線）、∧：ここより上は単線（この駅から複線）
  - 吉塚駅 - 博多駅間は福北ゆたか線専用の単線を走行する。
- 全駅福岡県内に所在。

| 正式路線名 | 駅番号         | 駅名      | 営業キロ | 営業キロ | 快速 | 接続路線                                                                                   | 線路          | 所在地            | 所在地            |
| 正式路線名 | 駅番号         | 駅名      | 駅間     | 累計     | 快速 | 接続路線                                                                                   | 線路          | 所在地            | 所在地            |
| ---------- | -------------- | --------- | -------- | -------- | --- | ------------------------------------------------------------------------------------------ | ------------- | ----------------- | ----------------- |
| 鹿児島本線 | JA21           | 黒崎駅 九 | -        | 0.0      | | 九州旅客鉄道： 鹿児島本線（小倉方面） 筑豊電気鉄道：CK 筑豊電気鉄道線 （黒崎駅前駅：CK01） | \|\|          | 北九州市 八幡西区 | 北九州市 八幡西区 |
| 鹿児島本線 | JA20           | 陣原駅 九 | 2.2      | 2.2      | |                                                                                            | \|\|          | 北九州市 八幡西区 | 北九州市 八幡西区 |
| 鹿児島本線 | JA19 JC26      | 折尾駅 九 | 3.0      | 5.2      | ▼ | 九州旅客鉄道： 鹿児島本線（赤間方面）・ 筑豊本線（若松線：JE01）                           | \|\|          | 北九州市 八幡西区 | 北九州市 八幡西区 |
| 筑豊本線   | JA19 JC26      | 折尾駅 九 | 3.0      | 5.2      | ▼ | 九州旅客鉄道： 鹿児島本線（赤間方面）・ 筑豊本線（若松線：JE01）                           | \|\|          | 北九州市 八幡西区 | 北九州市 八幡西区 |
| JC25       | 東水巻駅       | 2.7       | 7.9      | ▼        | | \|\|                                                                                       | 遠賀郡 水巻町 | 遠賀郡 水巻町     |                   |
| JC24       | 中間駅         | 1.4       | 9.3      | ▼        | | ∨                                                                                          | 中間市        | 中間市            |                   |
| JC23       | 筑前垣生駅     | 1.5       | 10.8     | ▼        | | ｜                                                                                         | 中間市        | 中間市            |                   |
| JC22       | 鞍手駅         | 2.3       | 13.1     | ▼        | | ∧                                                                                          | 鞍手郡 鞍手町 | 鞍手郡 鞍手町     |                   |
| JC21       | 筑前植木駅     | 2.5       | 15.6     | ▼        | | \|\|                                                                                       | 直方市        | 直方市            |                   |
| JC20       | 新入駅         | 1.6       | 17.2     | ▼        | | \|\|                                                                                       | 直方市        | 直方市            |                   |
| JC19       | 直方駅         | 2.0       | 19.2     | ●        | 平成筑豊鉄道：伊田線（HC1） | \|\|                                                                                       | 直方市        | 直方市            |                   |
| JC18       | 勝野駅         | 2.7       | 21.9     | ｜       | | \|\|                                                                                       | 鞍手郡 小竹町 | 鞍手郡 小竹町     |                   |
| JC17       | 小竹駅         | 3.8       | 25.7     | ●        | | \|\|                                                                                       | 鞍手郡 小竹町 | 鞍手郡 小竹町     |                   |
| JC16       | 鯰田駅         | 3.4       | 29.1     | ●        | | \|\|                                                                                       | 飯塚市        | 飯塚市            |                   |
| JC15       | 浦田駅         | 1.5       | 30.6     | ●        | | \|\|                                                                                       | 飯塚市        | 飯塚市            |                   |
| JC14       | 新飯塚駅       | 1.4       | 32.0     | ●        | 九州旅客鉄道： 後藤寺線（JJ01） | \|\|                                                                                       | 飯塚市        | 飯塚市            |                   |
| JC13       | 飯塚駅         | 1.8       | 33.8     | ●        | | ∨                                                                                          | 飯塚市        | 飯塚市            |                   |
| JC12       | 天道駅         | 2.9       | 36.7     | ●        | | ◇                                                                                          | 飯塚市        | 飯塚市            |                   |
| JC11       | 桂川駅         | 3.0       | 39.7     | ●        | 九州旅客鉄道： 筑豊本線（原田線：JG01）                                                                                                  | ◇                                                                                          | 嘉穂郡 桂川町 | 嘉穂郡 桂川町     |                   |
| JC11       | 桂川駅         | 3.0       | 39.7     | ●        | 九州旅客鉄道： 筑豊本線（原田線：JG01）                                                                                                  | ◇                                                                                          | 嘉穂郡 桂川町 | 嘉穂郡 桂川町     | 篠栗線            |
| JC10       | 筑前大分駅     | 3.2       | 42.9     | ●        | | ◇                                                                                          | 飯塚市        | 飯塚市            |                   |
| JC09       | 九郎原駅       | 2.0       | 44.9     | ｜       | | ◇                                                                                          | 飯塚市        | 飯塚市            |                   |
| JC08       | 城戸南蔵院前駅 | 5.0       | 49.9     | ●        | | ◇                                                                                          | 糟屋郡        | 篠栗町            |                   |
| JC07       | 筑前山手駅     | 1.5       | 51.4     | ｜       | | ｜                                                                                         | 糟屋郡        | 篠栗町            |                   |
| JC06       | 篠栗駅         | 3.1       | 54.5     | ●        | | ◇                                                                                          | 糟屋郡        | 篠栗町            |                   |
| JC05       | 門松駅         | 2.6       | 57.1     | ◯        | | ◇                                                                                          | 糟屋郡        | 粕屋町            |                   |
| JC04       | 長者原駅       | 2.0       | 59.1     | ●        | 九州旅客鉄道： 香椎線（JD11） | ◇                                                                                          | 糟屋郡        | 粕屋町            |                   |
| JC03       | 原町駅         | 0.7       | 59.8     | ◯        | | ◇                                                                                          | 糟屋郡        | 粕屋町            |                   |
| JC02       | 柚須駅         | 2.5       | 62.3     | ●        | | ◇                                                                                          | 糟屋郡        | 粕屋町            |                   |
| JC01       | 吉塚駅 福      | 2.5       | 64.8     | ●        | 九州旅客鉄道： 鹿児島本線（福間方面：JA01）                                                                                              | ◇                                                                                          | 福岡市 博多区 | 福岡市 博多区     |                   |
| JC01       | 吉塚駅 福      | 2.5       | 64.8     | ●        | 九州旅客鉄道： 鹿児島本線（福間方面：JA01）                                                                                              | ◇                                                                                          | 福岡市 博多区 | 福岡市 博多区     | 鹿児島本線        |
| 00         | 博多駅 福      | 1.8       | 66.6     | ●        | 九州旅客鉄道： 九州新幹線・ 鹿児島本線（大牟田方面） 西日本旅客鉄道： 山陽新幹線・■博多南線 福岡市地下鉄： 空港線（K11）・ 七隈線（N18） | ∧                                                                                          | 福岡市 博多区 | 福岡市 博多区     |                   |

## 整備構想・提案
飯塚市の民間団体が、同市と福岡都市圏と直結するルートを増やすことで、筑豊地区の活性化を図ることを目的として、福北ゆたか線の長者原駅と福岡市地下鉄空港線の福岡空港駅の接続を目指す促進協議会を設立している。
しかし、当路線と福岡市地下鉄空港線では電化方式が異なる（福北ゆたか線は交流電化、福岡市地下鉄空港線は直流電化）ため、直通運転を実施する場合は交直流車両の開発や長者原駅の大規模な改修など、双方の路線の改修が必要となり、直通運転を実施しない場合は長者原駅での乗り換えが必要となる。